# Cecylia Czartoryska
Cecylia Maria Czartoryska (ur. 11 grudnia 1930 w Żurawnie, zm. 20 czerwca 2018 w Laskach k. Warszawy) – wychowawczyni, katechetka, działaczka społeczna.
Córka Kazimierza Jerzego Czartoryskiego i Heleny z domu Skrzyńskiej. Po II wojnie światowej ekspatriowana wraz z rodziną do Polski centralnej. Od lat 50. XX wieku związana z Zakładem dla Niewidomych w Laskach. Pracowała z dziećmi niewidomymi jako katechetka w szkole i wychowawczyni w internacie dziewcząt.  W 1984 r. była inicjatorką i pierwszą kierowniczką Domu Małego Dziecka Niewidomego i Niedowidzącego na Saskiej Kępie w Warszawie. Pochowana na cmentarzu w Laskach.

## Odznaczenia
- Krzyż Oficerski Polonia Restituta (2012)[3]
- Order Uśmiechu (2003)[4].
- Nagroda „Przyjaciel Fundacji Praca dla Niewidomych”